# UAE Tour 2024
Die UAE Tour 2024 war die 6. Austragung des Etappenrennens in den Vereinigten Arabischen Emiraten. Das Radrennen fand vom 19. bis zum 25. Februar 2024 im Rahmen von sieben Etappen statt und war Teil der UCI WorldTour 2024.
Den Gesamtsieg sicherte sich der Belgier Lennert Van Eetvelt (Lotto Dstny), der auf der Abschlussetappe das Rote Trikot übernahm. Mit zwei Sekunden Rückstand wurde der Australier Ben O’Connor (Decathlon AG2R La Mondiale Team) Gesamtzweiter, gefolgt von Pello Bilbao (Bahrain Victorious), der einen Rückstand von elf Sekunden aufwies. Der 22-jährige Lennert van Eetvelt gewann zudem die Nachwuchswertung, während sich Tim Merlier (Soudal Quick-Step) mit drei Etappensiegen in der Punktewertung durchsetzte. Die Zwischensprintwertung entschied Mark Stewart (Corratec-Vini Fantini) für sich. Die Mannschaftswertung sicherte sich das Team Lidl-Trek.

## Streckenführung
Insgesamt legten die Fahrer auf den sieben Etappen 985,1 Kilometer zurück. Es standen vier flache Etappen und zwei Bergankünfte sowie ein Einzelzeitfahren am Programm. Die Rundfahrt begann im Inland mit einem flachen Abschnitt in der Liwa-Oase. Tags drauf wurde ein 12,1 Kilometer langes Zeitfahren auf der Hudayriat Insel ausgetragen, ehe die Strecke am dritten Tag durch das Hadschar-Gebirge auf den Jebel Jais führte, der mit 1491 Metern Seehöhe den höchsten Punkt des Etappenrennens darstellte. Anschließend ging es auf drei flachen Etappen der Küste entlang in Richtung Südwesten. Die Zielankünfte wurden dabei in Dubai, Umm al-Qaiwain und Abu Dhabi abgehalten. Die Abschlussetappe endete erneut mit einer Bergankunft auf dem Jebel Hafeet (1025 m).
| Etappe         | Datum                | Strecke                                                         | Typ                 | km    |
| -------------- | -------------------- | --------------------------------------------------------------- | ------------------- | ----- |
| 1              | Mo, 19. Februar 2024 | Zayed City – Mezairaa (Liwa Palast)                             | Mittelgebirgsetappe | 143   |
| 2              | Di, 20. Februar 2024 | Hudayriat Island – Hudayriat Island                             | Einzelzeitfahren    | 12,1  |
| 3              | Mi, 21. Februar 2024 | Al Marjan Island – Jebel Jais                                   | Hochgebirgsetappe   | 176   |
| 4              | Do, 22. Februar 2024 | Dubai (Dubai Police Club Stadium) – Dubai (Dubai Harbour)       | Flachetappe         | 173   |
| 5              | Fr, 23. Februar 2024 | Al Aqah – Umm Al Quwain                                         | Mittelgebirgsetappe | 182   |
| 6              | Sa, 24. Februar 2024 | Abu Dhabi (Louvre Abu Dhabi) – Abu Dhabi (Abu Dhabi Breakwater) | Flachetappe         | 138   |
| 7              | So, 25. Februar 2024 | Al Ain – Jebel Hafeet                                           | Hochgebirgsetappe   | 161   |
| Gesamtdistanz: | Gesamtdistanz:       | Gesamtdistanz:                                                  | Gesamtdistanz:      | 985,1 |

## Reglement
Im Rahmen der 6. Auflage wurden Trikots für die Gesamtwertung (rot), Punktwertung (grün), Zwischensprintwertung (schwarz) und Nachwuchswertung (weiß) vergeben.
Die Punktewertung setzte sich aus den Zielankünften und den Zwischensprints zusammen. Pro Etappe (mit Ausnahme des Zeitfahrens) wurden zwei Zwischensprints ausgetragen, die im Kampf um das schwarze Trikot von Bedeutung waren. Zudem gab es die Möglichkeit Zeitbonifikationen zu gewinnen, um sich in der Gesamtwertung zu verbessern. Die Vergabe der Sekunden sowie der Punkte wird in der folgenden Tabelle erklärt.
|                 |                | 1. | 2. | 3. | 4. | 5. | 6. | 7. | 8. | 9. | 10. | Platz    |
| Punktewertung   | Zielankunft    | 20 | 16 | 12 | 9  | 7  | 5  | 4  | 3  | 2  | 1   | Punkte   |
| Punktewertung   | Zwischensprint | 8  | 5  | 3  | 1  |    |    |    |    |    |     | Punkte   |
| Bonussekununden | Zielankunft    | 10 | 6  | 4  |    |    |    |    |    |    |     | Sekunden |
| Bonussekununden | Zwischensprint | 3  | 2  | 1  |    |    |    |    |    |    |     | Sekunden |

## Teilnehmende Mannschaften und Fahrer
Neben 16 der 18 UCI WorldTeams nahmen auch 4 UCI ProTeams bei der Rundfahrt teil. Für jede Mannschaft waren sieben Fahrer startberechtigt.
Als Favoriten galten Adam Yates, Jay Vine, Brandon McNulty (alle UAE Team Emirates), Ben O’Connor (Decathlon AG2R La Mondiale Team), Pello Bilbao (Bahrain Victorious), Ilan Van Wilder (Soudal Quick-Step), Tobias Foss (Ineos Grenadiers), Emanuel Buchmann (Bora-hansgrohe), Attila Valter (Visma-Lease a Bike), Eddie Dunbar (Team Jayco AlUla), George Bennett (Israel-Premier Tech) und Max Poole (Team dsm-firmenich PostNL).
Mit Dylan Groenewegen (Team Jayco AlUla), Fabio Jakobsen (Team dsm-firmenich PostNL), Tim Merlier (Soudal Quick-Step), Mark Cavendish (Astana Qazaqstan Team), Olav Kooij (Visma-Lease a Bike), Sam Welsford (Bora-hansgrohe), Kaden Groves (Alpecin-Deceuninck), Sam Bennett (Decathlon AG2R La Mondiale Team), Fernando Gaviria (Movistar Team), Sebastián Molano (UAE Team Emirates), Elia Viviani (Ineos Grenadiers), Pascal Ackermann (Israel-Premier Tech), Phil Bauhaus (Bahrain Victorious) und Arvid de Kleijn (Tudor Pro Cycling Team) starteten mehrere Top-Sprinter bei der Rundfahrt.
Im Einzelzeitfahren galten Rémi Cavagna (Movistar Team), Tobias Foss, Mikkel Bjerg und Brandon McNulty (beide UAE Team Emirates) als potentielle Etappensieger.
| UCI WorldTeams | UCI WorldTeams                  | UCI WorldTeams | UCI WorldTeams        | UCI WorldTeams | UCI WorldTeams            | UCI ProTeams | UCI ProTeams                 |
| -------------- | ------------------------------- | -------------- | --------------------- | -------------- | ------------------------- | ------------ | ---------------------------- |
| ADC            | Alpecin-Deceuninck              | EFE            | EF Education-EasyPost | DFP            | Team dsm-firmenich PostNL | IPT          | Israel-Premier Tech          |
| ARK            | Arkéa-B&B Hotels                | GFC            | Groupama-FDJ          | JAY            | Team Jayco AlUla          | LDT          | Lotto Dstny                  |
| AST            | Astana Qazaqstan Team           | IGD            | Ineos Grenadiers      | TVL            | Team Visma-Lease a Bike   | COR          | Team Corratec – Vini Fantini |
| TBV            | Bahrain Victorious              | IWA            | Intermarché-Wanty     | UAD            | UAE Team Emirates         | TUD          | Tudor Pro Cycling Team       |
| BOH            | Bora-Hansgrohe                  | LTK            | Lidl-Trek             |                |                           |              |                              |
| COF            | Cofidis                         | MOV            | Movistar Team         |                |                           |              |                              |
| DAT            | Decathlon AG2R La Mondiale Team | SOQ            | Soudal Quick-Step     |                |                           |              |                              |

## Rennverlauf und Ergebnisse
Die 1. Etappe endete in einem Massensprint in dem sich Tim Merlier (Soudal Quick-Step) vor Arvid de Kleijn (Tudor) und Jakub Mareczko (Corratec-Vini Fantini) durchsetzte. Dahinter kam es auf dem letzten Kilometer zu einem Massensturz, in den auch Eddie Dunbar (Jayco AlUla) verwickelt war, der das Rennen mit aufgrund einer Fraktur des rechten Arms aufgeben musste. Mit Pello Bilbao (Bahrain Victorious) sicherte sich ein Gesamtklassement-Fahrer beim zweiten Zwischensprint eine Sekunde an Zeitbonifikation.
Im Zeitfahren der 2. Etappe sorgten Brandon McNulty, Jay Vine und Mikkel Bjerg für einen Dreifachsieg des UAE Team Emirates. Platz vier belegte der ehemalige Zeitfahrweltmeister Tobias Foss (Ineos Grenadiers) mit einem Rückstand von 14 Sekunden. Mit Ilan Van Wilder (Soudal Quick-Step) und Pello Bilbao fuhren zwei weitere Mitfavoriten auf den Gesamtsieg in die Top 10 und lagen weniger als 20 Sekunden hinter dem Tagessieger. Ben O’Connor (Decathlon AG2R La Mondiale), Max Poole (dsm-firmenich PostNL) und Adam Yates (UAE Team Emirates) verloren zwischen 20 und 30 Sekunden, während Attila Valter (Visma-Lease a Bike) etwas mehr als eine halbe Minute einbüßte. Mit seinem Etappensieg übernahm Brandon McNulty das Rote Führungstrikot.
Die 3. Etappe ging mit der ersten Bergankunft der Rundfahrt auf dem Jebel Jais (1491 m) zu Ende. Rund 50 Kilometer vor dem Ziel kam Adam Yates im Hauptfeld zu Sturz und gab das Rennen 11 Kilometer vor dem Ziel im Schlussanstieg des Jebel Jais auf. Kurz vor dem letzten Kilometer forcierte Valentin Paret-Peintre (Decathlon AG2R La Mondiale) das Tempo für seinen Teamkollegen Ben O’Connor, der eine kleine Lücke herausfuhr und die Etappe mit einem Vorsprung von fünf Sekunden gewann. Dahinter sprintete Jay Vine aus einer 13 Fahrer umfassenden Gruppe auf Platz zwei und übernahm so das Rote Trikot von Brandon McNulty, der das Ziel 14 Sekunden nach dem Tagessieger erreichte.
Den Massensprint der 4. Etappe gewann Tim Merlier, ehe er sich tags drauf nur knapp dem Niederländer Olav Kooij (Team Visma-Lease a Bike) geschlagen geben musste. Weiters ging Lennert Van Eetvelt (Lotto Dstny) auf der 5. Etappe in die Ausreißergruppe und sicherte sich so sechs Bonussekunden, wodurch er in der Gesamtwertung auf den neunten Rang vorrückte. Im Sprint der 6. Etappe setzte sich ein drittes Mal Tim Merlier durch.
Die abschließende 7. Etappe ging mit der zweiten Bergankunft der Rundfahrt auf dem Jebel Hafeet (1025 m) zu Ende. Bereits auf den ersten Kilometern der Schlusssteigung vielen sowohl Brandon McNulty als auch der Gesamtführende Jay Vine aus der Favoritengruppe zurück. Beide verloren schlussendlich mehrere Minuten und fielen aus den Top 10 der Gesamtwertung. Nach zahlreichen Angriffen konnte sich Lennert Van Eetvelt rund zwei Kilometer vor dem Ziel von den anderen Favoriten absetzten und gewann die Etappe mit einem Vorsprung von 22 Sekunden vor Pello Bilbao und Ben O’Connor. Aufgrund der Zeitbonifikationen sicherte sich der junge Belgier den Gesamtsieg der 6. Austragung. Mit zwei Sekunden Rückstand wurde Ben O’Connor Gesamtzweiter, gefolgt von Pello Bilbao mit elf Sekunden.

### Etappe 1: Zayed City – Mezairaa (Liwa Palast) (143 km)
Nach dem Start in Zayed City führte die Strecke entlang der E45 in Richtung Süden zur Liwa-Oase. Erst nach rund 20 Kilometern lösten sich mit Mark Stewart und Marco Murgano (beide Corratec-Vini Fantini) zwei Fahrer vom Hauptfeld ab. Nach 54 Kilometern überquerte Mark Stewart als Erster den Zwischensprint in Liwa und sicherte sich so neben drei Bonussekunden auch die meisten Punkte im Kampf um die Punktewertung. Nach einem kurzen Abschnitt auf der E90 bogen die Fahrer links auf die Obaid Bin Kenaish Alhameli Street ab, die auf welligem Terrain in Richtung Süden zur Moreeb-Düne führte. Bei Kilometer 79 erreichten die Fahrer den Moreeb Dune cycle path, der kurze Anstiege von mehr als 10 % beinhaltete. Nachdem der 18,1 Kilometer lange Rundkurs zweimal absolviert worden war, wurde unweit der Moreeb-Düne, bei Kilometer 116, der zweite Zwischensprint ausgefahren, den sich erneut Mark Stewart sicherte. Im Hauptfeld setzte sich Pello Bilbao (Bahrain Victorious) durch und holte somit eine Bonussekunde. Im Anschluss wurden die beiden Ausreißer eingeholt und die Strecke führte auf gleichem Weg zurück zur Liwa-Oase. Der Zielstrich befand sich vor dem Liwa Palast auf einer rund 1 Kilometer langen Geraden, die im Schnitt mit 3 % anstieg. Im Sprint setzte sich Tim Merlier (Soudal Quick-Step) vor Arvid de Kleijn (Tudor) und Jakub Mareczko (Corratec-Vini Fantini) durch, während es dahinter zu einem Massensturz kam.
| Platz | Fahrer            | Nation | Team                      | Zeit                   |
| ----- | ----------------- | ------ | ------------------------- | ---------------------- |
| 01.   | Tim Merlier       | BEL    | Soudal Quick-Step         | 3:09:55 h (44,54 km/h) |
| 02.   | Arvid de Kleijn   | NED    | Tudor Pro Cycling Team    | "                      |
| 03.   | Jakub Mareczko    | ITA    | Corratec-Vini Fantini     | "                      |
| 04.   | Fabio Jakobsen    | NED    | Team dsm-firmenich PostNL | "                      |
| 05.   | Sam Welsford      | AUS    | Bora-hansgrohe            | "                      |
| 06.   | Fernando Gaviria  | COL    | Movistar Team             | "                      |
| 07.   | Sebastián Molano  | COL    | UAE Team Emirates         | "                      |
| 08.   | Simone Consonni   | ITA    | Lidl-Trek                 | "                      |
| 09.   | Phil Bauhaus      | GER    | Bahrain Victorious        | "                      |
| 10.   | Jarne Van de Paar | BEL    | Lotto Dstny               | "                      |

| Platz | Fahrer           | Nation | Team                      | Zeit       |
| ----- | ---------------- | ------ | ------------------------- | ---------- |
| 01.   | Tim Merlier      | BEL    | Soudal Quick-Step         | 3:09:45 h  |
| 02.   | Arvid de Kleijn  | NED    | Tudor Pro Cycling Team    | + 0:04 min |
| 03.   | Mark Stewart     | GBR    | Corratec-Vini Fantini     | "          |
| 04.   | Jakub Mareczko   | ITA    | Corratec-Vini Fantini     | + 0:06 min |
| 05.   | Marco Murgano    | ITA    | Corratec-Vini Fantini     | "          |
| 06.   | Pello Bilbao     | ESP    | Bahrain Victorious        | + 0:09 min |
| 07.   | Loe van Belle    | NED    | Team Visma-Lease a Bike   | "          |
| 08.   | Fabio Jakobsen   | NED    | Team dsm-firmenich PostNL | + 0:10 min |
| 09.   | Sam Welsford     | AUS    | Bora-hansgrohe            | "          |
| 10.   | Fernando Gaviria | COL    | Movistar Team             | "          |

### Etappe 2: Hudayriat Island – Hudayriat Island (12,1 km)
Die zweite Etappe wurde in Form eines Einzelzeitfahrens auf dem Al Hudayriyat Cycle Track ausgetragen. Die flache Strecke bestand anfangs aus langen Geraden, ehe in der zweiten Hälfte mehrere Kurven-Passagen folgten. Nach 5,5 Kilometern wurde die einzige Zwischenzeit genommen.
| Platz | Fahrer                | Nation | Team               | Zeit                   |
| ----- | --------------------- | ------ | ------------------ | ---------------------- |
| 01.   | Brandon McNulty       | USA    | UAE Team Emirates  | 0:13:27 h (53,97 km/h) |
| 02.   | Jay Vine              | AUS    | UAE Team Emirates  | + 0:02 min             |
| 03.   | Mikkel Bjerg          | DEN    | UAE Team Emirates  | + 0:04 min             |
| 04.   | Tobias Foss           | NOR    | Ineos Grenadiers   | + 0:14 min             |
| 05.   | Rainer Kepplinger     | AUT    | Bahrain Victorious | + 0:16 min             |
| 06.   | Ilan Van Wilder       | BEL    | Soudal Quick-Step  | + 0:17 min             |
| 07.   | Johan Price-Pejtersen | DEN    | Bahrain Victorious | + 0:19 min             |
| 08.   | Pello Bilbao          | ESP    | Bahrain Victorious | "                      |
| 09.   | Bruno Armirail        | FRA    | Groupama-FDJ       | + 0:20 min             |
| 10.   | Iván Romeo            | ESP    | Movistar Team      | + 0:21 min             |

| Platz | Fahrer                | Nation | Team               | Zeit       |
| ----- | --------------------- | ------ | ------------------ | ---------- |
| 01.   | Brandon McNulty       | USA    | UAE Team Emirates  | 3:23:22 h  |
| 02.   | Jay Vine              | AUS    | UAE Team Emirates  | + 0:02 min |
| 03.   | Mikkel Bjerg          | DEN    | UAE Team Emirates  | + 0:04 min |
| 04.   | Tobias Foss           | NOR    | Ineos Grenadiers   | + 0:14 min |
| 05.   | Rainer Kepplinger     | AUT    | Bahrain Victorious | + 0:16 min |
| 06.   | Ilan Van Wilder       | BEL    | Soudal Quick-Step  | + 0:17 min |
| 07.   | Pello Bilbao          | ESP    | Bahrain Victorious | + 0:18 min |
| 08.   | Johan Price-Pejtersen | DEN    | Bahrain Victorious | + 0:19 min |
| 09.   | Bruno Armirail        | FRA    | Groupama-FDJ       | + 0:20 min |
| 10.   | Iván Romeo            | ESP    | Movistar Team      | + 0:21 min |

### Etappe 3: Al Marjan Island – Jebel Jais (176 km)
Die dritte Etappe führte von der Al Marjan Island durch das Hadschar-Gebirge und endete mit einer Bergankunft auf dem Jebel Jais (1491 m). Auf der E11 führte die Strecke entlang der Küste vorbei ins nordöstliche Ra’s al-Chaima, wo bei Kilometer 24,5 der erste Zwischensprint ausgefahren wurde. Diesen gewann Mark Stewart (Corratec-Vini Fantini), der sich in der frühen Rennphase gemeinsam mit Silvan Dillier (Alpecin-Deceuninck) vom Hauptfeld abgesetzt hatte. Am Fuße des Hadschar-Gebirges, drehten die Fahrer zurück gen Südwesten und fuhren auf breiten Straßen zum Sheikh Khalifa Specialty Hospital, ehe sie den südlichsten Punkt der Etappe bei Seeh Sarm erreichten. Über die E18 ging es nun zurück nach Ra’s al-Chaima, bevor im Wadi Haqeel nach 141 Kilometern der zweite Zwischensprint erfolgte. Aufgrund des Seitenwindes teilte sich das Hauptfeld in mehrere Gruppen auf, die sich jedoch bald wieder zu einem geschlossenen Feld zusammenfanden. Mark Stewart gewann auch den zweiten Zwischensprint und ließ sich im Anschluss als letzter Fahrer vom Peloton einholen. Zum Abschluss folgte 21,1 Kilometer lange Schlussanstieg des Jebel Jais, der eine durchschnittliche Steigung von 5,4 % aufwies. Adam Yates (UAE Team Emirates) gab das Rennen im Anstieg auf, da er sich bei einem Sturz rund 50 Kilometer vor dem Ziel eine Gehirnerschütterung zugezogen hatte. Nach Angriffen von Einer Rubio (Movistar) und Jan Hirt (Soudal Quick-Step) lancierte Valentin Paret-Peintre (Decathlon AG2R La Mondiale) rund 1,2 Kilometer vor dem Ziel einen Attacke für seinen Teamkollegen Ben O’Connor, der sich vor einer 13 Fahrer umfassenden Gruppe durchsetzte.
| Platz | Fahrer              | Nation | Team                            | Zeit                   |
| ----- | ------------------- | ------ | ------------------------------- | ---------------------- |
| 01.   | Ben O’Connor        | AUS    | Decathlon AG2R La Mondiale Team | 4:16:21 h (41,19 km/h) |
| 02.   | Jay Vine            | AUS    | UAE Team Emirates               | + 0:05 min             |
| 03.   | Lennert Van Eetvelt | BEL    | Lotto Dstny                     | "                      |
| 04.   | Max Poole           | GBR    | Team dsm-firmenich PostNL       | "                      |
| 05.   | Ilan Van Wilder     | BEL    | Soudal Quick-Step               | "                      |
| 06.   | Attila Valter       | HUN    | Team Visma-Lease a Bike         | "                      |
| 07.   | Matthew Riccardello | USA    | Israel-Premier Tech             | "                      |
| 08.   | Pello Bilbao        | ESP    | Bahrain Victorious              | "                      |
| 09.   | Einer Rubio         | COL    | Movistar Team                   | "                      |
| 10.   | Simon Carr          | GBR    | EF Education-EasyPost           | "                      |

| Platz | Fahrer          | Nation | Team                            | Zeit       |
| ----- | --------------- | ------ | ------------------------------- | ---------- |
| 01.   | Jay Vine        | AUS    | UAE Team Emirates               | 7:39:44 h  |
| 02.   | Ben O’Connor    | AUS    | Decathlon AG2R La Mondiale Team | + 0:11 min |
| 03.   | Brandon McNulty | USA    | UAE Team Emirates               | + 0:13 min |
| 04.   | Ilan Van Wilder | BEL    | Soudal Quick-Step               | + 0:21 min |
| 05.   | Pello Bilbao    | ESP    | Bahrain Victorious              | + 0:22 min |
| 06.   | Max Poole       | GBR    | Team dsm-firmenich PostNL       | + 0:31 min |
| 07.   | Tobias Foss     | NOR    | Ineos Grenadiers                | + 0:33 min |
| 08.   | Simon Carr      | GBR    | EF Education-EasyPost           | + 0:36 min |
| 09.   | Mikkel Bjerg    | DEN    | UAE Team Emirates               | + 0:37 min |
| 10.   | Attila Valter   | HUN    | Team Visma-Lease a Bike         | + 0:39 min |

### Etappe 4: Dubai (Dubai Police Club Stadium) – Dubai (Dubai Harbour) (173 km)
Die vierte Etappe fand im Großraum von Dubai statt und führte vom Dubai Police Club Stadium zum Dubai Harbour. Vorbei am Dubai Frame ging es über den Dubai Creek nach Deira, ehe die Fahrer eine Runde auf einer der künstlich angelegten Inseln drehten. Im Anschluss führte die Strecke über die D92 vorbei am Burj Khalifa zum Dubai Hills Golf Club, wo bei Kilometer 48,5 der erste Zwischensprint ausgefahren wurde. Diesen sicherte sich Mark Stewart (Corratec-Vini Fantini) vor Harm Vanhoucke (Lotto Dstny), die sich zu Beginn der Etappe vom Hauptfeld abgesetzt hatten. Über die D63 ging es danach zur Al Qudra Cycle Track, wo der zweite Zwischensprint nach 84 Kilometern erfolgte, den ebenfalls Mar Stewart gewann, ehe er sich vom Peloton einholen ließ. Nun führte die E77 zurück ins Stadtgebiet von Dubai. Nachdem auch Harm Vanhoucke rund 50 Kilometer vor dem Ziel eingeholt worden war, kam es nahe der Dubai Marina und Palm Jumeirah beim Dubai Harbour zum Massensprint.
| Platz | Fahrer                | Nation | Team                      | Zeit                   |
| ----- | --------------------- | ------ | ------------------------- | ---------------------- |
| 01.   | Tim Merlier           | BEL    | Soudal Quick-Step         | 4:01:47 h (41,69 km/h) |
| 02.   | Arvid de Kleijn       | NED    | Tudor Pro Cycling Team    | "                      |
| 03.   | Olav Kooij            | NED    | Team Visma-Lease a Bike   | "                      |
| 04.   | Stanisław Aniołkowski | POL    | Cofidis                   | "                      |
| 05.   | Jakub Mareczko        | ITA    | Corratec-Vini Fantini     | "                      |
| 06.   | Fabio Jakobsen        | NED    | Team dsm-firmenich PostNL | "                      |
| 07.   | Jarne Van de Paar     | BEL    | Lotto Dstny               | "                      |
| 08.   | Phil Bauhaus          | GER    | Bahrain Victorious        | "                      |
| 09.   | Fernando Gaviria      | COL    | Movistar Team             | "                      |
| 10.   | Oded Kogut            | ISR    | Israel-Premier Tech       | "                      |

| Platz | Fahrer          | Nation | Team                            | Zeit       |
| ----- | --------------- | ------ | ------------------------------- | ---------- |
| 01.   | Jay Vine        | AUS    | UAE Team Emirates               | 11:41:31 h |
| 02.   | Ben O’Connor    | AUS    | Decathlon AG2R La Mondiale Team | + 0:11 min |
| 03.   | Brandon McNulty | USA    | UAE Team Emirates               | + 0:13 min |
| 04.   | Ilan Van Wilder | BEL    | Soudal Quick-Step               | + 0:21 min |
| 05.   | Pello Bilbao    | ESP    | Bahrain Victorious              | + 0:22 min |
| 06.   | Max Poole       | GBR    | Team dsm-firmenich PostNL       | + 0:31 min |
| 07.   | Tobias Foss     | NOR    | Ineos Grenadiers                | + 0:33 min |
| 08.   | Simon Carr      | GBR    | EF Education-EasyPost           | + 0:36 min |
| 09.   | Mikkel Bjerg    | DEN    | UAE Team Emirates               | + 0:37 min |
| 10.   | Attila Valter   | HUN    | Team Visma-Lease a Bike         | + 0:39 min |

### Etappe 5: Al Aqah – Umm Al Quwain (182 km)
Die fünfte Etappe führte von der Al Aqah nach Umm al-Qaiwain. Die ersten Kilometer führten entlang der Küste ins nördlichere Dibba Al-Fujairah. Hier setzten sich mit Lennert Van Eetvelt, Harm Vanhoucke (beide Lotto Dstny) und Jacopo Mosca (Lidl-Trek) drei Fahrer vom Hauptfeld ab, ehe das Hadschar-Gebirge über die E87 überquert wurde. Bei Al Mihtirqah (rund 260 m) erreichten die Fahrer nach rund 35 Kilometern den höchsten Punkt der Etappe, bevor beim Al Saadi Kreisverkehr der erste Zwischensprint bei Kilometer 61 ausgefahren wurde. Über die E611 ging es im Anschluss in Richtung Südwesten. Bei der Kreuzung mit der E55 bogen die Fahrer links ab und gelangten so nach Al Lebsa, wo der zweite Zwischensprint nach 120 Kilometern erfolgte. Beide Male setzte sich Lennert Van Eetvelt im Zwischensprint durch, womit er sechs Bonifikationssekunden sammelte und auf den neunten Gesamtrang vorrückte. Im Anschluss ließen sich Lennert Van Eetvelt und Harm Vanhoucke vom Hauptfeld einholen und Jacopo Mosca verblieb als Solist an der Spitze des Rennens. Die Strecke führte nun auf dem gleichen Weg zurück, ehe die Fahrer an der Kreuzung mit der E311 rechts abbogen. Kurz darauf verließen sie die breite Straße erneut und gelangten zur E11, die entlang der Küste nach Umm al-Qaiwain führte. Nachdem auch der letzte Ausreißer rund 40 Kilometer vor dem Ziel eingeholt worden war, kam es auf beim Amiri Dewan Umm Al Quwain zu einem Massensprint.
| Platz | Fahrer            | Nation | Team                      | Zeit                   |
| ----- | ----------------- | ------ | ------------------------- | ---------------------- |
| 01.   | Olav Kooij        | NED    | Team Visma-Lease a Bike   | 4:08:38 h (43,92 km/h) |
| 02.   | Tim Merlier       | BEL    | Soudal Quick-Step         | "                      |
| 03.   | Sam Welsford      | AUS    | Bora-hansgrohe            | "                      |
| 04.   | Simone Consonni   | ITA    | Lidl-Trek                 | "                      |
| 05.   | Milan Fretin      | BEL    | Cofidis                   | "                      |
| 06.   | Phil Bauhaus      | GER    | Bahrain Victorious        | "                      |
| 07.   | Dylan Groenewegen | NED    | Team Jayco AlUla          | "                      |
| 08.   | Tim van Dijke     | NED    | Team Visma-Lease a Bike   | "                      |
| 09.   | Kaden Groves      | AUS    | Alpecin-Deceuninck        | "                      |
| 10.   | Fabio Jakobsen    | NED    | Team dsm-firmenich PostNL | "                      |

| Platz | Fahrer              | Nation | Team                            | Zeit       |
| ----- | ------------------- | ------ | ------------------------------- | ---------- |
| 01.   | Jay Vine            | AUS    | UAE Team Emirates               | 11:41:31 h |
| 02.   | Ben O’Connor        | AUS    | Decathlon AG2R La Mondiale Team | + 0:11 min |
| 03.   | Brandon McNulty     | USA    | UAE Team Emirates               | + 0:13 min |
| 04.   | Ilan Van Wilder     | BEL    | Soudal Quick-Step               | + 0:21 min |
| 05.   | Pello Bilbao        | ESP    | Bahrain Victorious              | + 0:22 min |
| 06.   | Max Poole           | GBR    | Team dsm-firmenich PostNL       | + 0:31 min |
| 07.   | Tobias Foss         | NOR    | Ineos Grenadiers                | + 0:33 min |
| 08.   | Simon Carr          | GBR    | EF Education-EasyPost           | + 0:36 min |
| 09.   | Lennert Van Eetvelt | BEL    | Lotto Dstny                     | + 0:37 min |
| 10.   | Mikkel Bjerg        | DEN    | UAE Team Emirates               | "          |

### Etappe 6: Abu Dhabi (Louvre Abu Dhabi) – Abu Dhabi (Abu Dhabi Breakwater) (138 km)
Die sechste Etappe fand im Großraum von Abu Dhabi statt. Der Start erfolgte vor dem Louvre Abu Dhabi auf der Saadiyat Island. Auf den ersten Kilometern führte die Strecke zur Yas-Insel, wo die Fahrer auf den Yas Marina Circuit fuhren. Hier wurde nach 29,5 Kilometern der erste Zwischensprint ausgefahren. Die Zeitbonifikationen gingen mit Juan Pedro López (Lidl-Trek), Marco Murgano (Corratec-Vini Fantini) und Eddy Finé (Cofidis) an die drei Ausreißer, zu denen wenig später mit Jonas Rickaert und Henri Uhlig (beide Alpecin-Deceuninck) zwei weitere Fahrer hinzustießen. Im Anschluss führte die Strecke entlang des Al Raha Creek, ehe der Stadtteil Khalifa City durchfahren wurde. Nun passierten die Fahrer die Scheich-Zayid-Moschee und gelangten auf die Umm Yifenah Island. Bei der Sorbonne University Abu Dhabi erfolgte nach 107,5 Kilometern der zweite Zwischensprint, bei dem sich Juan Pedro López erneut die meisten Bonussekunden sicherte. Im Finale wurden mehrere Stadtteile von Abu Dhabi durchfahren, ehe das Ziel beim Abu Dhabi Breakwater nahe dem Qasr Al Watan erreicht wurde. Nachdem die Ausreißer rund zwölf Kilometer vor dem Ziel eingeholt worden waren, kam es zum Massensprint.
| Platz | Fahrer            | Nation | Team                   | Zeit                   |
| ----- | ----------------- | ------ | ---------------------- | ---------------------- |
| 01.   | Tim Merlier       | BEL    | Soudal Quick-Step      | 3:02:14 h (45,43 km/h) |
| 02.   | Arvid de Kleijn   | NED    | Tudor Pro Cycling Team | "                      |
| 03.   | Phil Bauhaus      | GER    | Bahrain Victorious     | "                      |
| 04.   | Milan Fretin      | BEL    | Cofidis                | "                      |
| 05.   | Gleb Syritsa      | RUS    | Astana Qazaqstan Team  | "                      |
| 06.   | Dylan Groenewegen | NED    | Team Jayco AlUla       | "                      |
| 07.   | Jarne Van de Paar | BEL    | Lotto Dstny            | "                      |
| 08.   | Fernando Gaviria  | COL    | Movistar Team          | "                      |
| 09.   | Sebastián Molano  | COL    | UAE Team Emirates      | "                      |
| 10.   | Simone Consonni   | ITA    | Lidl-Trek              | "                      |

| Platz | Fahrer              | Nation | Team                            | Zeit       |
| ----- | ------------------- | ------ | ------------------------------- | ---------- |
| 01.   | Jay Vine            | AUS    | UAE Team Emirates               | 18:52:23 h |
| 02.   | Ben O’Connor        | AUS    | Decathlon AG2R La Mondiale Team | + 0:11 min |
| 03.   | Brandon McNulty     | USA    | UAE Team Emirates               | + 0:13 min |
| 04.   | Ilan Van Wilder     | BEL    | Soudal Quick-Step               | + 0:21 min |
| 05.   | Pello Bilbao        | ESP    | Bahrain Victorious              | + 0:22 min |
| 06.   | Max Poole           | GBR    | Team dsm-firmenich PostNL       | + 0:31 min |
| 07.   | Tobias Foss         | NOR    | Ineos Grenadiers                | + 0:33 min |
| 08.   | Simon Carr          | GBR    | EF Education-EasyPost           | + 0:36 min |
| 09.   | Lennert Van Eetvelt | BEL    | Lotto Dstny                     | + 0:37 min |
| 10.   | Mikkel Bjerg        | DEN    | UAE Team Emirates               | "          |

### Etappe 7: Al Ain – Jebel Hafeet (161 km)
Die siebte und letzte Etappe führte von Al-Ain auf den Jebel Hafeet (1025 m). Der Start erfolgte vor dem Qasr Al Muwaiji, ehe die Fahrer Al-Ain im Norden umrunden und den Al Ain International Airport passierten. Nach einer kleinen Schleife erfolgte der erste Zwischensprint nach 63,5 Kilometern vor der United Arab Emirates University. Diesen gewann Jonas Rickaert vor seinem Teamkollegen Silvan Dillier (beide Alpecin-Deceuninck) und Mark Stewart (Corratec-Vini Fantini), die gemeinsam mit Emanuel Buchmann (Bora-hansgrohe) die Fluchtgruppe des Tages bildeten. Nun wurde Al-Ain in Richtung Westen über die Shakhboot Bin Sultan Street und E30 verlassen. Kurz vor Remeha wendete die Strecke und führte auf dem gleichen Weg zurück, wobei die Fahrer nun der E30 bis zur Kreuzung mit der E40 folgten. Über diese gelangten sie nun zum zweiten Zwischensprint, der nach 147 Kilometern beim Green Mubazzara ausgefahren wurde. Nachdem er erneut die meisten Punkte gesammelt hatte, ließ sich Jonas Rickaert aus der Spitzengruppe zurückfallen, ehe sich Emanuel Buchmann in den ersten steilen Rampen des Jebel Hafeet als Solist absetzte. Der Schlussanstieg auf den Jebel Hafeet, der auf einer Länge von 10,8 Kilometern eine durchschnittliche Steigung von 6,6 % aufweist, führte auch im Hauptfeld zu einer Selektion, wobei mit Brandon McNulty (UAE Team Emirates) bereits auf den ersten Kilometern der Gesamtzweite zurückfiel. Kurz drauf geriet auch der Gesamtführende Jay Vine (UAE Team Emirates) in Schwierigkeiten und verlor rund sieben Kilometer vor dem Ziel den Anschluss zur Favoritengruppe. Mit Emanuel Buchmann wurde der letzte Ausreißer rund 2,5 Kilometer vor dem Ziel eingeholt, ehe Lennert Van Eetvelt (Lotto Dstny) kurz darauf angriff und das Ziel als Solist mit einem Vorsprung von 22 Sekunden erreichte.
| Platz | Fahrer              | Nation | Team                            | Zeit                   |
| ----- | ------------------- | ------ | ------------------------------- | ---------------------- |
| 01.   | Lennert Van Eetvelt | BEL    | Lotto Dstny                     | 3:38:28 h (44,21 km/h) |
| 02.   | Pello Bilbao        | ESP    | Bahrain Victorious              | + 0:22 min             |
| 03.   | Ben O’Connor        | AUS    | Decathlon AG2R La Mondiale Team | "                      |
| 04.   | Michael Storer      | AUS    | Tudor Pro Cycling Team          | "                      |
| 05.   | Attila Valter       | HUN    | Team Visma-Lease a Bike         | "                      |
| 06.   | Carlos Verona       | ESP    | Lidl-Trek                       | "                      |
| 07.   | Ilan Van Wilder     | BEL    | Soudal Quick-Step               | + 0:27 min             |
| 08.   | Brandon Rivera      | COL    | Ineos Grenadiers                | + 0:38 min             |
| 09.   | Einer Rubio         | COL    | Movistar Team                   | "                      |
| 10.   | Bart Lemmen         | NED    | Team Visma-Lease a Bike         | + 0:47 min             |

| Platz | Fahrer              | Nation | Team                            | Zeit       |
| ----- | ------------------- | ------ | ------------------------------- | ---------- |
| 01.   | Lennert Van Eetvelt | BEL    | Lotto Dstny                     | 22:31:18 h |
| 02.   | Ben O’Connor        | AUS    | Decathlon AG2R La Mondiale Team | + 0:02 min |
| 03.   | Pello Bilbao        | ESP    | Bahrain Victorious              | + 0:11 min |
| 04.   | Ilan Van Wilder     | BEL    | Soudal Quick-Step               | + 0:21 min |
| 05.   | Attila Valter       | HUN    | Team Visma-Lease a Bike         | + 0:34 min |
| 06.   | Michael Storer      | AUS    | Tudor Pro Cycling Team          | + 0:36 min |
| 07.   | Max Poole           | GBR    | Team dsm-firmenich PostNL       | + 0:55 min |
| 08.   | Brandon Rivera      | COL    | Ineos Grenadiers                | + 1:00 min |
| 09.   | Carlos Verona       | ESP    | Lidl-Trek                       | + 1:09 min |
| 10.   | Bart Lemmen         | NED    | Team Visma-Lease a Bike         | + 1:13 min |

## Vergabe der UCI-Punkte
Die UAE Tour war Teil der UCI WorldTour 2024. Während des Rennens wurden UCI-Punkte vergeben, die sich auf die Platzierung der Fahrer und Mannschaften im UCI-Ranking auswirkten. Die Punktevergabe erfolgte nach folgendem Schlüssel:
| Platzierung    | 1.  | 2.  | 3.  | 4.  | 5.  | 6.  | 7. | 8. | 9. | 10. | Anmerkung                              |
| -------------- | --- | --- | --- | --- | --- | --- | -- | -- | -- | --- | -------------------------------------- |
| Gesamtwertung  | 300 | 250 | 215 | 175 | 120 | 115 | 95 | 75 | 60 | 50  | gestaffelt bis zum 60. Platz (1 Punkt) |
| Punktewertung  | 6   | —   | —   | —   | —   | —   | —  | —  | —  | —   |                                        |
| Etappenwertung | 40  | 25  | 20  | 15  | 10  | 8   | 6  | 3  | 2  | 1   |                                        |
| Führung        | 6   | —   | —   | —   | —   | —   | —  | —  | —  | —   | Gesamtführender nach jeder Etappe      |

## Wertungen im Verlauf
| Etappe         | Etappensieger       | Gesamtwertung       | Punktewertung   | Zwischsprintwertung | Nachwuchswertung    | Teamwertung               |
| -------------- | ------------------- | ------------------- | --------------- | ------------------- | ------------------- | ------------------------- |
| 1              | Tim Merlier         | Tim Merlier         | Tim Merlier     | Mark Stewart        | Loe van Belle       | Team dsm-firmenich PostNL |
| 2              | Brandon McNulty     | Brandon McNulty     | Brandon McNulty | Mark Stewart        | Ilan Van Wilder     | UAE Team Emirates         |
| 3              | Ben O’Connor        | Jay Vine            | Mark Stewart    | Mark Stewart        | Ilan Van Wilder     | UAE Team Emirates         |
| 4              | Tim Merlier         | Jay Vine            | Mark Stewart    | Mark Stewart        | Ilan Van Wilder     | UAE Team Emirates         |
| 5              | Olav Kooij          | Jay Vine            | Tim Merlier     | Mark Stewart        | Ilan Van Wilder     | UAE Team Emirates         |
| 6              | Tim Merlier         | Jay Vine            | Tim Merlier     | Mark Stewart        | Ilan Van Wilder     | UAE Team Emirates         |
| 7              | Lennert Van Eetvelt | Lennert Van Eetvelt | Tim Merlier     | Mark Stewart        | Lennert Van Eetvelt | Lidl-Trek                 |
| Wertungssieger | Wertungssieger      | Lennert Van Eetvelt | Tim Merlier     | Mark Stewart        | Lennert Van Eetvelt | Lidl-Trek                 |